# Janowiec (województwo dolnośląskie)

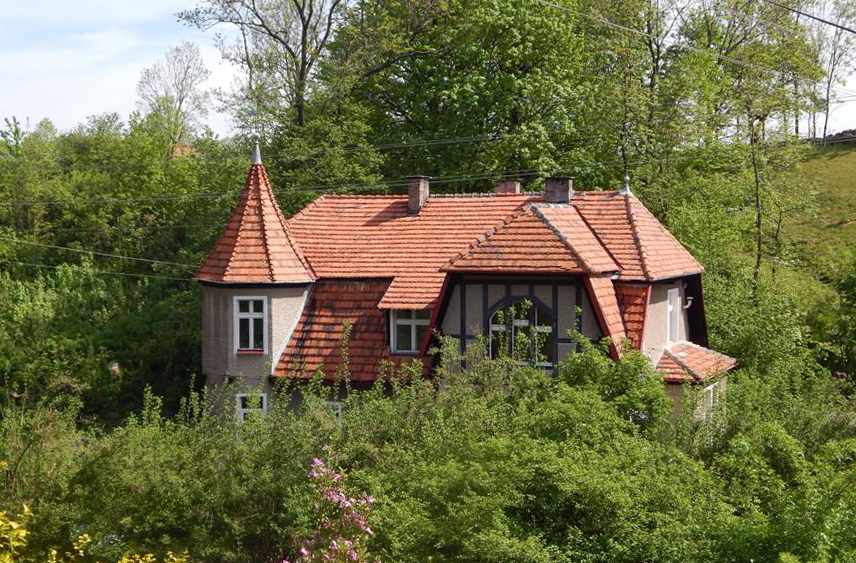
Willa Janowiec

Janowiec (niem. Johnsbach) – wieś w Polsce położona w województwie dolnośląskim, w powiecie ząbkowickim, w gminie Bardo.

## Położenie
Janowiec to niewielka wieś leżąca u północnego podnóża Grzbietu Wschodniego, na granicy Gór Bardzkich i Przedgórza Paczkowskiego, na wysokości około 255–310 m n.p.m.

## Podział administracyjny
W latach 1975–1998 miejscowość administracyjnie należała do województwa wałbrzyskiego.

## Historia
Pierwsza wzmianka o wsi pochodzi z dokumentu papieskiego z 1260 roku. Nazwa wsi wywodzi się od imienia męskiego Jan i oznacza wieś Jana lub potok Jana. W latach 1394–1810 Janowiec należał do klasztoru cystersów w Kamieńcu Ząbkowickim. Po sekularyzacji majątek zakupiła Fryderyka Luiza Wilhelmina, a po jej śmierci dobra odziedziczyła córka księżna Marianna Orańska, późniejsza właścicielka pałacu w Kamieńcu Ząbkowickim. W 1845 roku było we wsi 39 domów i 346 mieszkańców. Majątek znajdujący się w dolnej części wsi należał do rodziny Rathenau. Zachowane dokumenty źródłowe potwierdzają istnienie w okolicach Janowca na przełomie XVI/XVII wieku 2 kopalni ałunu. W okresie międzywojennym wieś pełniła funkcję letniskową. Po 1945 roku Janowiec pozostał niewielką wsią rolniczą. W 1978 roku były tu 34 gospodarstwa rolne, w 1988 ich liczba zmalała do 22.

## Szlaki turystyczne
Północnym i wschodnim zboczem wzniesienia prowadzi  szlak turystyczny z Barda przez Janowiec do Złotego Stoku i dalej.